# One Wild Oat
One Wild Oat (dt. Wilder Hafer) ist eine britische Komödie aus dem Jahr 1951 mit Stanley Holloway, Sam Costa und Audrey Hepburn am Anfang ihrer Karriere in einer kleinen Nebenrolle unter der Regie Charles Saunders. Zugrunde liegt eine Farce von Vernon Sylvaine.

## Handlung
Anwalt Humphrey Proudfoot versucht, die Begeisterung seiner Tochter Cherrie für ihren neuen Schwarm durch Enthüllungen über dessen Vergangenheit als Schürzenjäger zu beenden. Dabei geht der Plan nicht auf; nun droht der Vater des Verlobten, die Vergangenheit des Anwalts zu durchleuchten und ihn damit zu erpressen.

## Hintergrund
- In One Wild Oat spielen die späteren Stars Audrey Hepburn, James Fox und Roger Moore kleine Rollen.
- Audrey Hepburn und Roger Moore waren lange Zeit befreundet. Hepburn brachte Moore zu seinem Engagement für UNICEF.

## Rezeption
Der Film gilt als misslungen.